# ユナイテッドレンタルズ
ユナイテッドレンタルズ（United Rentals, Inc.）はアメリカ合衆国に本社を置くレンタル機器会社で、2022年時点で北米の市場シェアのおよそ16%を占めている。

## 概要
ユナイテッドレンタルズはアメリカ合衆国のレンタル機器会社で世界最大数のレンタル車両を保有している。また、2022年時点で約193億ドル相当およそ約4,700種類の機器を保有している。同社は世界に合計1,625の拠点があり、北米に1,504か所、ヨーロッパに38か所、オーストラリアに23か所、ニュージーランドに19か所の拠点ネットワークがある
。北米では、米国の49州とプエルトリコ、カナダのすべての州で事業を展開している。2017年のユナイテッドレンタルズの収益は66億4,000万ドルを超え、利益は13億5,000万ドルを超えた
。フォーチュン500では298位、フォーブス・グローバル2000の世界最大の公開企業リストでは544位にランクされており、世界最大の機器レンタル会社である。
ユナイテッドレンタルズは1997年にブラッド・ジェイコブスによって設立され主に買収を通じて成長してきた会社である

。建設業、製造業、自治体、一般住宅所有者向けに、高所作業車、フォークリフト、土木用重機のレンタルを提供している。またレンタルに加えて、中古機器の販売、保守メンテナンス等のサービス、安全に関する研修や機器を安全に使用するのためのトレーニングも行なっている。
2019年以来、ユナイテッドレンタルズはマシュー・フラナリー（Matthew J. Flannery 社長兼CEO）、マイケル・J・デュランド（Michael J. Kneeland 取締役会長）らによって率いられており、本社はコネチカット州スタンフォードにある。2019年、ユナイテッドレンタルズは総収益率1,559%で2010年代の6番目に優れた株式として発表れた。

## 業務内容
ユナイテッドレンタルズは、主に建設機械および産業機械レンタルするレンタル会社である。トラック、高所作業台、カウンターバランスフォークリフト、リーチフォークリフト、土木機械、コンプレッサー、芝刈り機等の一般住宅向け機器
、およびその他各種機器を取り扱っている。ユナイテッドレンタルズの主力商材は高所作業用機材と一般用機材がレンタル商材の大部分を占めている。
同社はまた、5つの主要な専門分野で機器のレンタルも行っている。
- 溝掘りの安全対策[24][25]には、限られたスペースや地下の建設現場での掘削に使用する支保工設備と[26]、それらの設備を安全に取り扱うために必要なトレーニングが含まれる。
- 電力およびHVACには、臨時発電機と移動式空調設備が含まれる[27]。これらの装置は、商業施設の改修、テレビや映画のセット、または自然災害への対応の際によく使用される。
- ツールソリューションには、ツールや資材を積んだトレーラーのレンタルが含まれる。大規模な建設現場や製油所の操業停止時によく使用される。
- 流体ソリューションには、液体を移送、収容、除去するために必要な装置や備品が含まれる。これらは主に鉱業や農業にて使用される。
- 信頼できるオンサイト サービスには、ポータブルトイレ、トイレおよびシャワートレーラー[28]のレンタル、さらに2021年からはモバイルオフィス[29]やモジュラーオフィス[30]、可動式倉庫のレンタルも含まれる。

その他の専門分野は次のとおりである。
- 無線サービスには、ポータブル無線機のレンタルが含まれている。ユナイテッドレンタルズはモトローラの正規販売店であるため、さまざまな無線ソリューションを提供できる。
- スポーツとエンターテイメントには、映画制作からスーパーボウルのような大規模なイベントまで、あらゆるものをカバーする機器のレンタルが含まれる。
- ドローン サービスには、作業現場の調査やプロジェクトの調査を行うためのドローンサービスの提供が含まれる。大規模な作業現場から原子力サイロなど、あらゆる場所で使用である。
- マットサービスには、建設中およびメンテナンス中に表面を保護するための木製および複合マットが含まれる。

## 社史

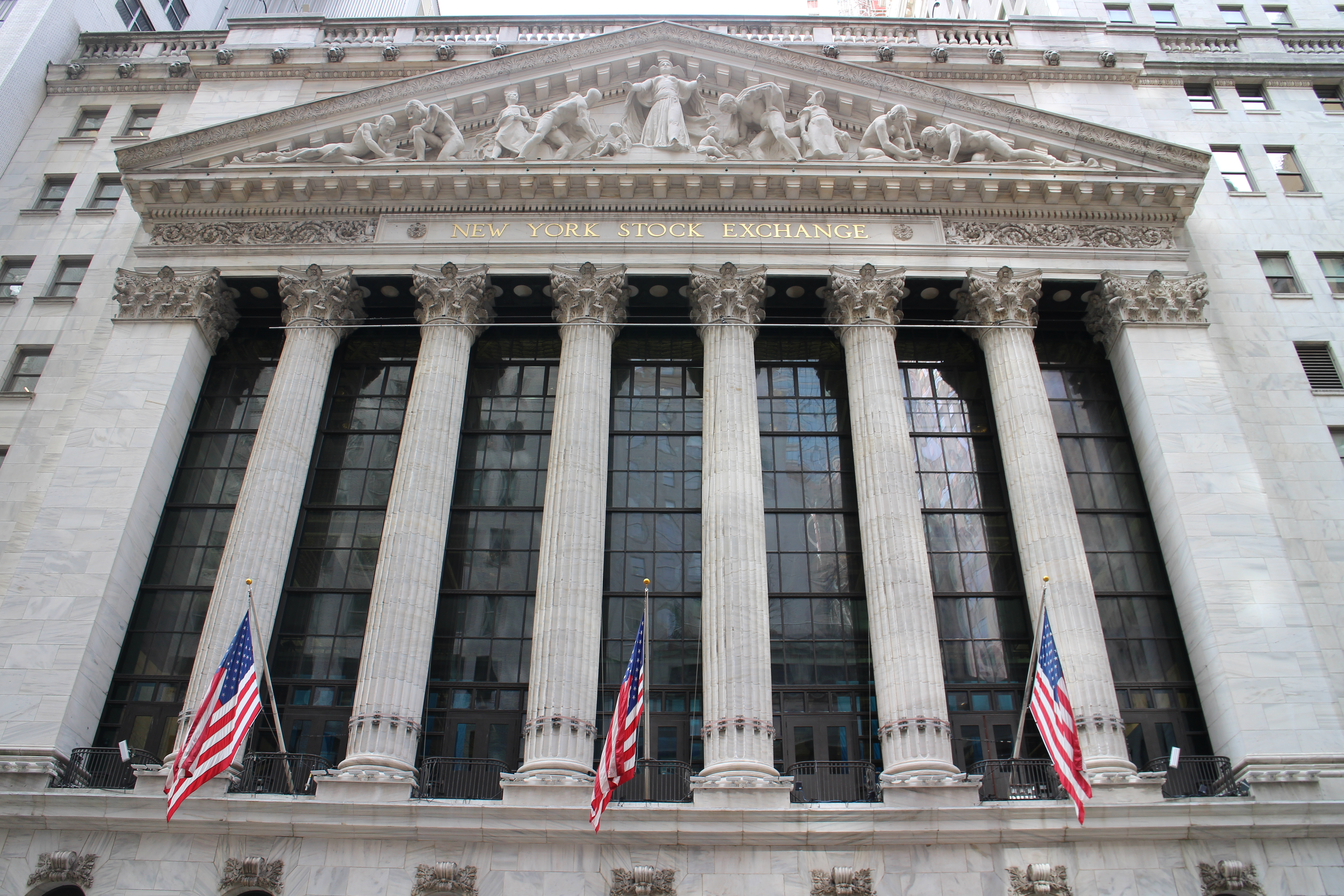
ニューヨーク証券取引所

ユナイテッドレンタルズは1997年9月に設立された。当時の会長兼CEOのブラッド・ジェイコブスは、1997年10月に北米全土に点在する6つの小規模リース会社から買収と統合を通じて会社を成長させる計画を立てた。1997年の12月に設立から3か月後のユナイテッドレンタルズはニューヨーク証券取引所でURIという銘柄コードで取引を開始した。
1998年6月、ユナイテッドレンタルズはUSレンタルズ社を買収した。買収額は12億ドルとも13億1000万ドルとも報じられている。この買収によりユナイテッドレンタルズは北米最大の機器レンタル会社となった。
ユナイテッドレンタルズはハーツを抜いて世界最大の機器レンタル会社となったが、2004年に証券取引委員会がユナイテッドレンタルズの会計調査を開始した。結果、2人の元最高幹部が収益予測を満たすために2000年から2002年にかけて帳簿を改ざんした罪を認めた。ジェイコブスが不正行為に関与していなかった。
2006年12月26日、ユナイテッドレンタルズはハイウェイテクノロジー部門をHTSアクイジション（HTS Acquisition）社に売却すると発表した。
2007年7月23日、ユナイテッドレンタルズは、約26億ドルの債務負担を含む約66億ドルの取引でサーベラス・キャピタル・マネジメントに売却する最終合意を発表した。ユナイテッドレンタルズの取締役会は合併契約を承認し株主にも同様に同意するよう依頼した。2007年11月15日、サーベラス・キャピタル・マネジメントは、7月に締結した契約を破棄すると発表した。サーベラスはユナイテッドレンタルズに契約上重大な不都合な変更があったわけではないと述べ、罰金無しで契約解除を目論んだが不自然なことに1億ドルの解約料を支払うと明言した。2007年12月21日、デラウェア州衡平法裁判所（英語: Delaware Court of Chancery）は、ユナイテッドレンタルズがサーベラスに買収提案を強制しようと提訴したが却下された。しかし、裁判所は、当初の契約で定められた1億ドルの解約金を支払うようサーベラスに命じた。

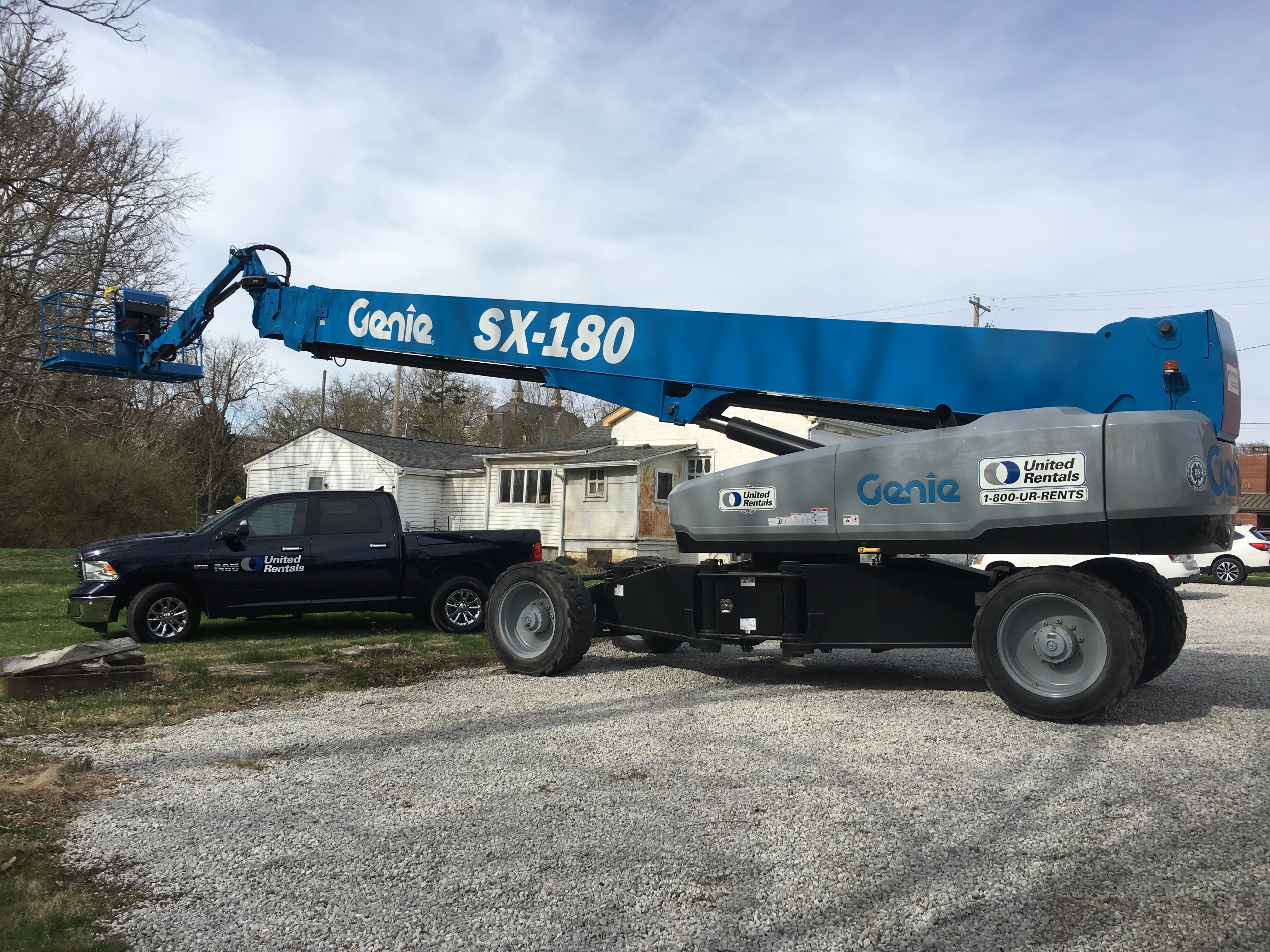
ユナイテッドレンタルのトラックとブームリフト

2011年12月16日、ユナイテッドレンタルズとRSCホールディングス社は、ユナイテッドレンタルズが現金と株式交換による取引でRSCを買収する最終的な合併契約を締結したことを発表した

。レンタル機器史上最大の合併は2012年4月30日に完了し、ユナイテッドレンタルズは2012年時点で機器レンタル業界の市場シェアの15%を占めるまでに成長した。2013年にユナイテッドレンタルズは本社をコネチカット州グリニッジ (コネチカット州)からコネチカット州スタンフォードに移転した
。
2014年3月9日、ユナイテッドレンタルズは北米第2位の特殊ポンプレンタル会社であるナショナル・ポンプを7億8000万ドルで買収することに合意されたと発表した。これによりユナイテッドレンタルズは北米で2番目に大きなポンプレンタル会社となった。取引は2014年3月31日に完了した。2014年6月、ユナイテッドレンタルズは初めてフォーチュン500にランクインした。2013年の総収益は49億5500万ドルで同社は500位にランクされた。ユナイテッドレンタルズの前年の順位は569位だった
。2014年9月19日、ユナイテッドレンタルズはS&P500指数に追加された。
2017年1月25日、ユナイテッドレンタルズは競合する一般機器レンタル会社であるNESレンタルズ（NES Rentals）を約9億6500万ドルで買収すると発表した。買収は同年4月3日に完了した。
同年8月22日、ユナイテッドレンタルズは、カミンズ社（英語: Cummins）から移動式発電機セットを中心としたすべての発電資産を買収したと発表した。車両群と顧客サービスの継続性を維持するため、少数のカミンズ社の従業員がユナイテッドレンタルズに加わった。
同年10月2日、ユナイテッドレンタルズは、競合する総合機器レンタル会社であるネフ・コーポレーション（Neff Corporation）の買収を約13億ドルで完了したと発表した。この取引おいてユナイテッドレンタルズは約8億6,700万ドル相当の機器と、米国東半分に集中する73の支店施設、および約1,100人の従業員を得ることになった。

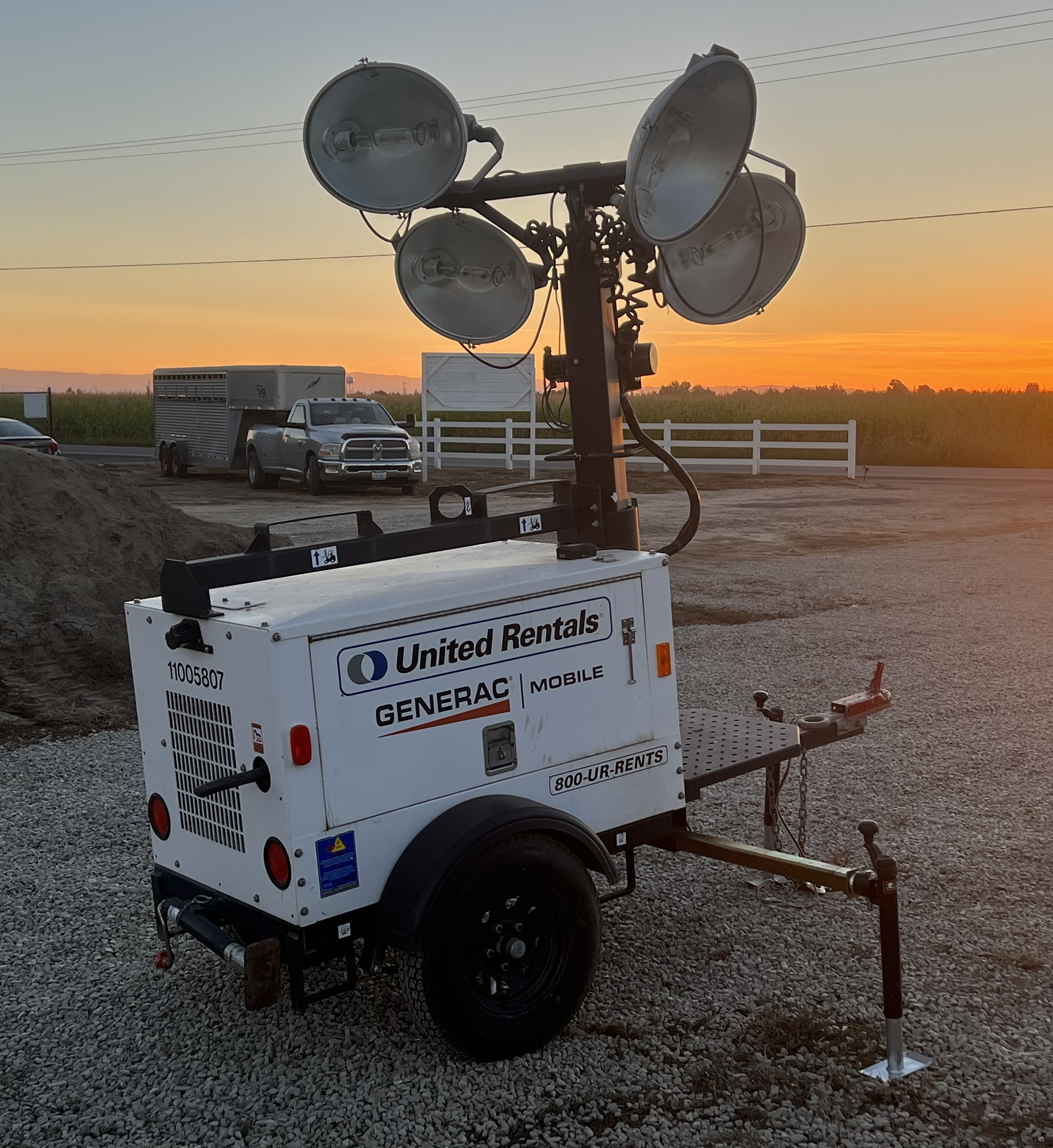
ユナイテッドレンタルズ
ライトジェネレータ

2018年7月2日、ユナイテッドレンタルズは、ベーカーコープ・インターナショナル（BakerCorp International）を現金約7億1500万ドルで買収し、ポンプソリューション部門を強化することに合意したと発表した。ベーカーコープは、タンク、ポンプ、濾過装置、溝支保工のレンタルの大手プロバイダーであり、約950人の従業員を擁し、北米に46か所、ヨーロッパに11か所の拠点を保有している

。取引後、ユナイテッドレンタルズは、ポンプソリューション部門の名称をユナイテッドレンタル・フルード・ソリューションズに変更した。同年9月11日、ユナイテッドレンタルズは、北米でレンタル機器のトップ10に入るブルーライン・レンタル（英語: BlueLine Rental）を買収する契約を発表した。ユナイテッドレンタルズの取締役会は、投資会社であるプラチナム・エクイティ（英語: Platinum Equity）からブルーラインを現金約21億ドルで買収する契約を満場一致で承認した。ブルーラインは、米国の25州、カナダ、プエルトリコに114の拠点を持ち、1,700人以上の従業員を擁している。また、約46,000のレンタル資産を主に中規模企業および地元の顧客相手にビジネスを展開している。
2022年12月7日、ユナイテッドレンタルズは現金約20億ドルでアハーンレンタルズの買収を完了し、アハーンの106のレンタル施設と約66,000のレンタル資産を獲得した。
2024年3月15日、ユナイテッド・アクセスはプラチナム・エクイティから約11億ドルでヤク・アクセス、ヤク・マット、ニュー・サウス・アクセス＆エンバイロメンタル・ソリューションズの買収を完了した。

## カナダでの展開
ユナイテッドレンタルズの子会社であるユナイテッドレンタルズ・オブ・カナダ社は、ウェスタンワン・レンタルズ・アンド・セールス社（WesternOne Rentals & Sales LP）を現金9,180万ドルで買収することに合意した。この買収により、カナダ国内のアルバータ州、ブリティッシュコロンビア州、マニトバ州に330人の従業員と12の拠点が追加されることになった。